# Segovia (Kolumbien)
Segovia ist eine Gemeinde (municipio) im Departamento Antioquia in Kolumbien, die insbesondere für ihre Goldvorkommen bekannt ist.

## Geographie
Segovia liegt in Antioquia, in der Subregion Nordeste Antioqueño, auf einer Höhe von 650 m ü. NN, 227 km von Medellín entfernt. Die Gemeinde grenzt im Norden an Zaragoza und El Bagre, im Osten an San Pablo und Santa Rosa del Sur im Departamento de Bolívar, im Westen an Amalfi und Anorí und im Süden an Remedios.

## Bevölkerung
Die Gemeinde Segovia hat 40.607 Einwohner, von denen 33.726 im städtischen Teil (cabecera municipal) der Gemeinde leben (Stand: 2022).

## Geschichte
Segovia wurde 1869 gegründet und erhielt 1884 den Status einer Gemeinde. Segovia war stark betroffen vom bewaffneten Konflikt. Im November 1988 ereignete sich in der Gemeinde das sogenannte Segovia-Massaker mit 43 Toten.

## Wirtschaft
Der wichtigsten Wirtschaftszweig von Segovia ist die Goldgewinnung. In kleinerem Ausmaß wird zudem Handel, Rinderproduktion, Holzwirtschaft und Landwirtschaft betrieben.

## Bildung
In Segovia befindet sich seit 2005 ein Standort der Universidad de Antioquia.